# Ein Riß in der Welt
Ein Riß in der Welt (Originaltitel: A Crack in the World) ist ein US-amerikanischer Science-Fiction-Film des Regisseurs Andrew Marton aus dem Jahre 1965. Im Mittelpunkt der Handlung des 1964 entstandenen Films steht das Experiment eines Wissenschaftlers, das außer Kontrolle gerät und droht, die Erde in eine apokalyptische Katastrophe zu stürzen.
Obwohl der Film zu den eher unbekannten von Regisseur Marton zählt, beeindruckte er durch seine für die damalige Zeit teilweise spektakulären technischen Trickeffekte von Alex Weldon und Eugène Lourié. Drehort des Films war Spanien. In den deutschen Kinos hatte er am 7. Mai 1965 Premiere.

## Handlung
Gegen den Widerstand seines Assistenten Ted Rampion plant der Wissenschaftler und Nobelpreisträger Stephen Sorenson, mittels einer nuklearen Explosion das Magma des Erdkerns anzuzapfen, um es als Energiequelle für die Menschheit zu erschließen. Sorenson, der zu diesem Zeitpunkt bereits unheilbar erkrankt ist, lässt sich als Leiter des „Unternehmens Weltkugel“ aber nicht von seinem Vorhaben abbringen.
Nachdem zu diesem Zweck eine Atombombe gezündet worden ist, stellt sich heraus, dass mehrere Erdbeben in der Nähe des Großen Pazifik-Grabens auf Sorensons Versuch zurückzuführen sind.
Rampion entdeckt unter Wasser in der Erdkruste einen Riss, der sich immer weiter ausbreitet. Sollte der Riss nicht gestoppt werden können, besteht die Gefahr, dass die Erde in zwei Teile auseinanderbricht. Er versucht, durch den Abwurf einer Bombe in einen Vulkankrater in der Nähe des Gefahrenzentrums die weitere Ausbreitung des Risses aufzuhalten. Der Riss kann durch die Explosion nicht gestoppt werden, sondern ändert lediglich seine Richtung und läuft wieder zurück. Als Folge der Detonation wird ein Teil des Erdinneren in den Weltraum hinausgeschleudert und die Erde hat dadurch einen zweiten Mond.
Während Rampion und Sorensons Frau Maggie das Schlussinferno überleben und zusammenbleiben, kommt Sorenson in seinem zertrümmerten Labor ums Leben.

## Kritiken
Filmkritiker kamen zu einem zwiespältigen Urteil. Einerseits wurden die außergewöhnlichen technischen Tricks gelobt, die schauspielerische Leistung dagegen bemängelt.

„Das Abenteuer geht mit gewaltigem technischen Aufwand und meisterhaften Tricks in Szene. Die apokalyptischen Schreckensbilder vom Weltende sind von höchstmöglichem Realismus (Filmdienst)“

„Das ist z.T. grandios gemacht und erreicht – vor allem im Schlußteil – die Perfektion bester Science-Fiction-Filme. Nichts wirkt primitiv, und selbst die Entstehung eines neuen Himmelskörpers gelang Trickmann Eugene Lourie hervorragend ... Leider stimmt damit aber die andere Seite der Medaille in keiner Weise überein ... Die Konflikte bleiben blaß, nicht ausgetragen, geschweige denn irgendwie gelöst ... Das Dreiecksverhältnis wird beileibe nicht glaubwürdig und schon gar nicht beeindruckend geschildert ... (hart in der Nähe eines Kitschromans ...)“

„Aberwitziges ‚Rettet die Welt‘-Unternehmen mit famosen Tricks.“